# Grabe (Croacia)
Grabe es una localidad de Croacia en el municipio de Bedekovčina, condado de Krapina-Zagorje.

## Geografía
Se encuentra a una altitud de 230 m s. n. m. a 56,4 km de la capital nacional, Zagreb.

## Demografía
En el censo 2011, el total de población de la localidad fue de 424 habitantes.